# Norid
A Uninett Norid AS, mais conhecida pelo seu nome de marca Norid, é a empresa responsável pelo registro de três ccTLDs noruegueses: .no, .sj e .bv. Sem fins lucrativos, está instalada em Trondheim, onde compartilha seu escritório com sua empresa controladora, a Uninett; ambas as empresas pertencem ao Ministério da Educação e Pesquisa da Noruega. A Norid opera sob contrato com a Internet Assigned Numbers Authority (IANA), supervisionada pela Autoridade Norueguesa de Correios e Telecomunicações. A Uninett assumiu a responsabilidade pelo domínio norueguês em 1987 e em 2003 foi desmembrado como uma empresa separada. Apenas o domínio .no está aberto para registro.

## História
O registro do domínio .no foi entregue em 1983 a Pål Spilling no Instituto de Pesquisa da Administração Norueguesa de Telecomunicações. Porém, os decisores políticos queriam que o domínio fosse gerenciado por uma organização não comercial e a responsabilidade foi transferida para a Uninett, uma fornecedora de tecnologia da informação e comunicação para universidades públicas norueguesas, faculdades e instituições de pesquisa, em 17 de março de 1987. Na época, a Uninett era administrada como uma divisão da SINTEF, mas tornou-se uma empresa limitada de propriedade do Ministério da Educação e Pesquisa da Noruega em 1993. A Norid foi estabelecida como uma divisão na Uninett em 1996, com a responsabilidade de gerenciar o domínio .no. Em 21 de agosto de 1997, a Norid recebeu a responsabilidade de gerenciar os domínios recém-criados .sj e .bv. Em 1998, a Uninett FAS foi estabelecida como uma subsidiária para gerenciar a rede técnica e a infraestrutura de serviços que a Uninett havia estabelecido, incluindo a operação dos sistemas de rede para universidades e faculdades. Ao mesmo tempo, a Norid foi transferida para a Uninett FAS. Em 1998, duas organizações foram estabelecidas: o Órgão de Resolução de Domínios, para determinar disputas de domínios, e a Norpol, um conselho consultivo político. Registradores de domínios foram introduzidos em 1999 para lidar com aspectos que poderiam ser fornecidos por terceiros. A Uninett Norid foi feita como uma subsidiária separada da Uninett em 2003, para garantir o gerenciamento dos domínios dentro de uma organização independente.

## Organização
A Uninett Norid AS é uma empresa limitada de propriedade exclusiva da Uninett, uma subsidiária do Ministério da Educação e Pesquisa da Noruega. Os escritórios estão localizados em conjunto com a Uninett em Trondheim. A Norid gerencia três ccTLDs: .no, .sj e .bv. O primeiro é o domínio principal da Noruega e os dois últimos não estão abertos para registro, mas representam, respectivamente, a designação Svalbard e Jan Mayen e a Ilha Bouvet. O direito legal de gerenciar os domínios é duplo, com base em um acordo com a Internet Assigned Numbers Authority e em regulamentos por meio da Lei das Telecomunicações, que é supervisionada pela Autoridade Norueguesa de Correios e Telecomunicações. A Norid é membra do Conselho de Registros de Domínios Nacionais de Nível Superior Europeu.

## Política
A política de uso dos domínios é regulamentada pelo Regulamento Referente a Nomes de Domínio nos Domínios de Nível Superior do Código de País Norueguês, também conhecido apenas como Regulamento de Domínio. Este regulamento também regula os domínios .bv e .sj, e será eficaz caso eles passem a ser utilizados no futuro.
Somente organizações com presença local na Noruega e com registro no Centro de Registro de Brønnøysund podem registrar domínios em .no. Cada organização pode registrar cem diretamente no domínio .no, mas pode registrar outros domínios em domínios geográficos ou  de segundo nível. Os nomes de domínio devem conter de dois a 63 caracteres. Os caracteres permitidos são as letras minúsculas do alfabeto latino básico ISO, dígitos (0 a 9), hífens e 24 caracteres adicionais dos idiomas norueguês e sami. A Norid também mantém uma série de domínios de segundo nível para localizações geográficas e instituições especiais. Há também uma série de nomes de domínio que não podem ser registrados.
Os domínios .bv e .sj permanecem reservados pois podem ser usados no futuro. A venda dos dois ccTLDs não utilizados não foi um item a ser considerado pelos decisores políticos, pois a comercialização dos recursos do domínio está em contradição direta com a política norueguesa.